# Лисевский, Богдан Владимирович
Богда́н Влади́мирович Лисе́вский (род. 19 октября 1993, Урюпинск, Волгоградская область) — российский стендап-комик и юморист. Один из авторов и ведущий ток-шоу «Плюшки». Лауреат рейтинга Forbes «30 до 30» 2023 года в категории «Новые медиа».

## Биография и карьера
Родился 19 октября 1993 года в Урюпинске Волгоградской области. В возрасте 12 лет вместе с матерью и сестрой переехал в Зеленоград.
После школы поступил в Тверской государственный университет на факультет социальной работы. По собственным признаниям, учиться в университете ему не нравилось, поэтому он участвовал в самодеятельности учебного заведения в студенческой лиге КВН в составе команды «Плюшки имени Ярослава Гашека». В ней он был фронтменом, вокруг которого строились номера.
В 2018 году «Плюшки» уходят из «Клуба веселых и находчивых». Богдан Лисевский и Иван Васенев становятся резидентами Comedy Club, а остальные члены команды помогают писать номера. «Плюшки» покинули передачу после единственного сезона.
В 2020 году Богданом Лисевским, Андреем Бабичем, Ильёй Беляковым и Иваном Васеневым было основано ток-шоу «Плюшки». За основу стиля основатели взяли программу «Вечерний Ургант», но в своём шоу использовали более «странные» шутки. Помимо этого, референсом стали такие телепередачи, как «Шоу Эрика Андре» и «Между двумя папоротниками с Заком Галифианакисом».
С 2020 года Богдан Лисевский параллельно «Плюшкам» занимается сольной карьерой. Комик пишет свой материал, выступает со стендапом и часто появляется в проектах канала Stand-up Club #1. Первый стендап-монолог Лисевского вышел на канале Stand-up Club #1.
В 2025 году выпустил сольный стендап-концерт под названием "СОБАЧИЙ КАЙФ" 

## Гастрольные туры
- 2024 — «Stand Up Tour 2024»

## Награды и премии
- Forbes — рейтинг «30 до 30», категория «Новые медиа»[9].